# Plecoptera divergens
Plecoptera divergens är en fjärilsart som beskrevs av Embrik Strand 1915. Plecoptera divergens ingår i släktet Plecoptera och familjen nattflyn. Inga underarter finns listade i Catalogue of Life.